# Steinerhaus (Schänis)
Das Steinerhaus ist ein denkmalgeschütztes Haus in der St. Gallischen Gemeinde Schänis.
Es gilt als Stammsitz der ortsansässigen Familie Steiner und liegt am nördlichen Dorfausgang. Das Giebelhaus steht traufständig zur Strasse und wurde in der heutigen Form im Jahre 1711 erbaut.
Das Haus besitzt eine fünfachsige Fassade, wobei nur das Erdgeschoss massiv gemauert ist, während die beiden darüber liegenden Wohngeschosse und die Giebelfront gestrickt sein dürften. Diesen Schluss lassen jedenfalls die Holzeinfassungen der Fenster zu. In der Mitte der Südfront befindet sich ein breites Sandsteinportal, über dem sich ein liegendes Oberlicht mit einem eisernen Rokokogitter befindet. Über diesem Gitter befindet sich ein Sandsteinrelief. Dieses zeigt das Allianzwappen Steiner-Gmür mit der Inschrift „Joh. Franciscus Steiner – M. Philippina Gmür“. Bei den genannten handelt es sich um den Landesseckelmeister Johann Franziskus Steiner und die Tochter des Landrichters Johannes Gmür († 1775). Das Sandsteinrelief dürfte um 1770 aus einem umgearbeiteten spätgotischen Relief entstanden sein. Die südliche Fassade besitzt Pfettenvorsprünge mit figürlichen Schnitzereien. Die vier Vorstösse der Mittelpfetten besitzen Drachenköpfe mit Fratzen. Die beiden Fusspfetten zeigen je einen Hirschkopf, die darauf aufliegenden Flugdreiecke sind als menschliche Zwillingsrümpfe ausgebildet.

## Bilder

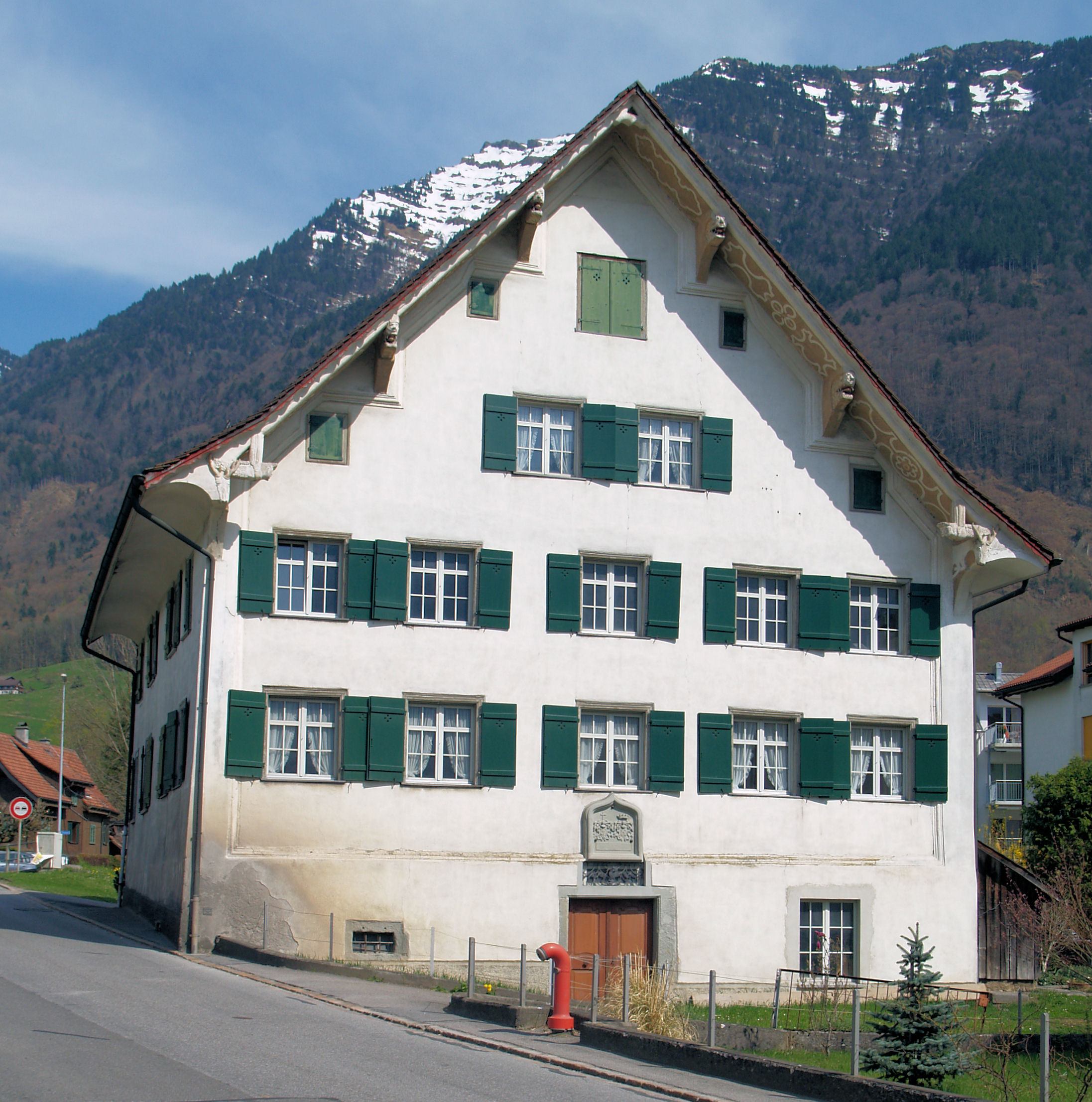
Südansicht
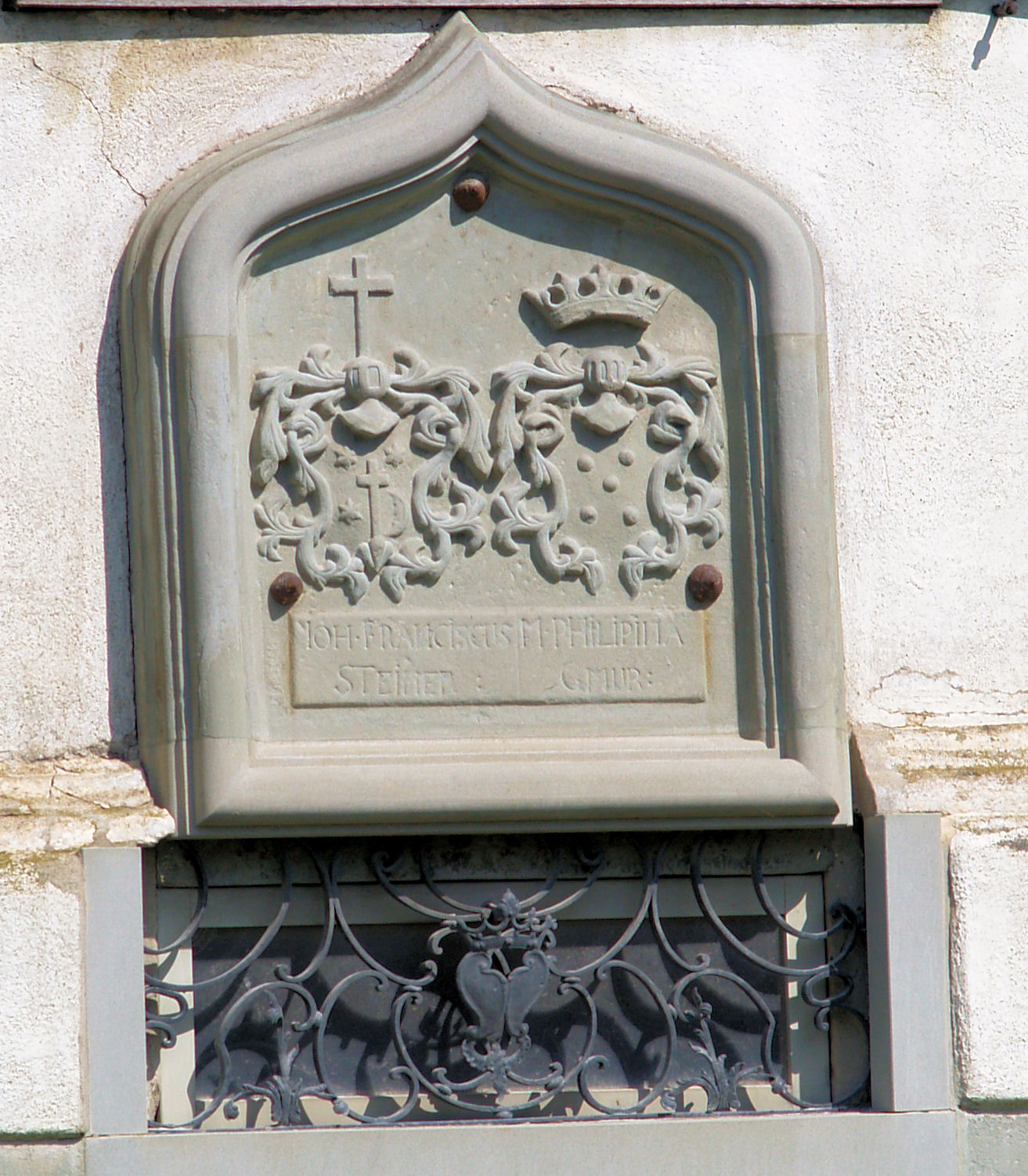
Das Sandsteinrelief
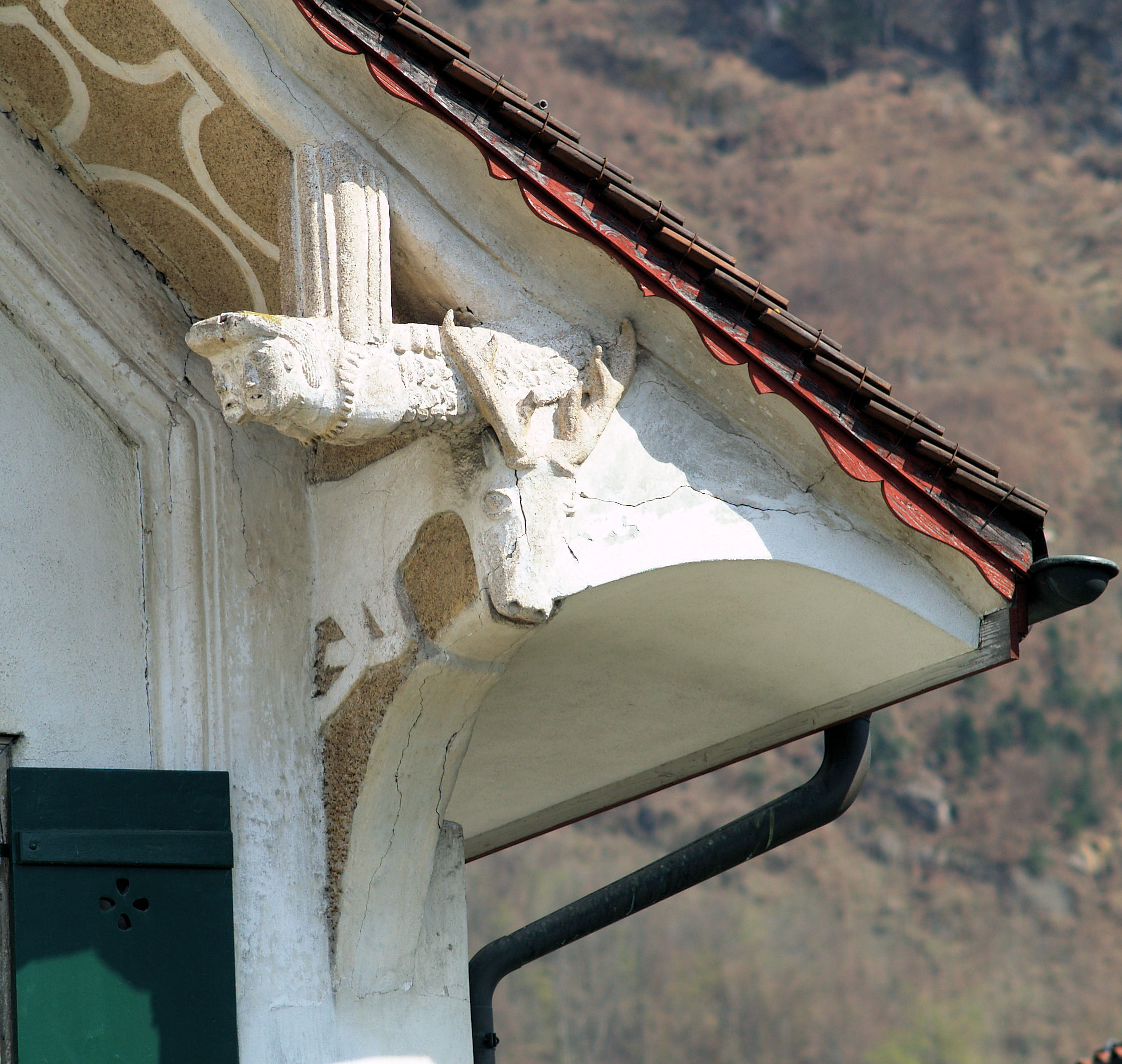
Eine der Fusspfetten
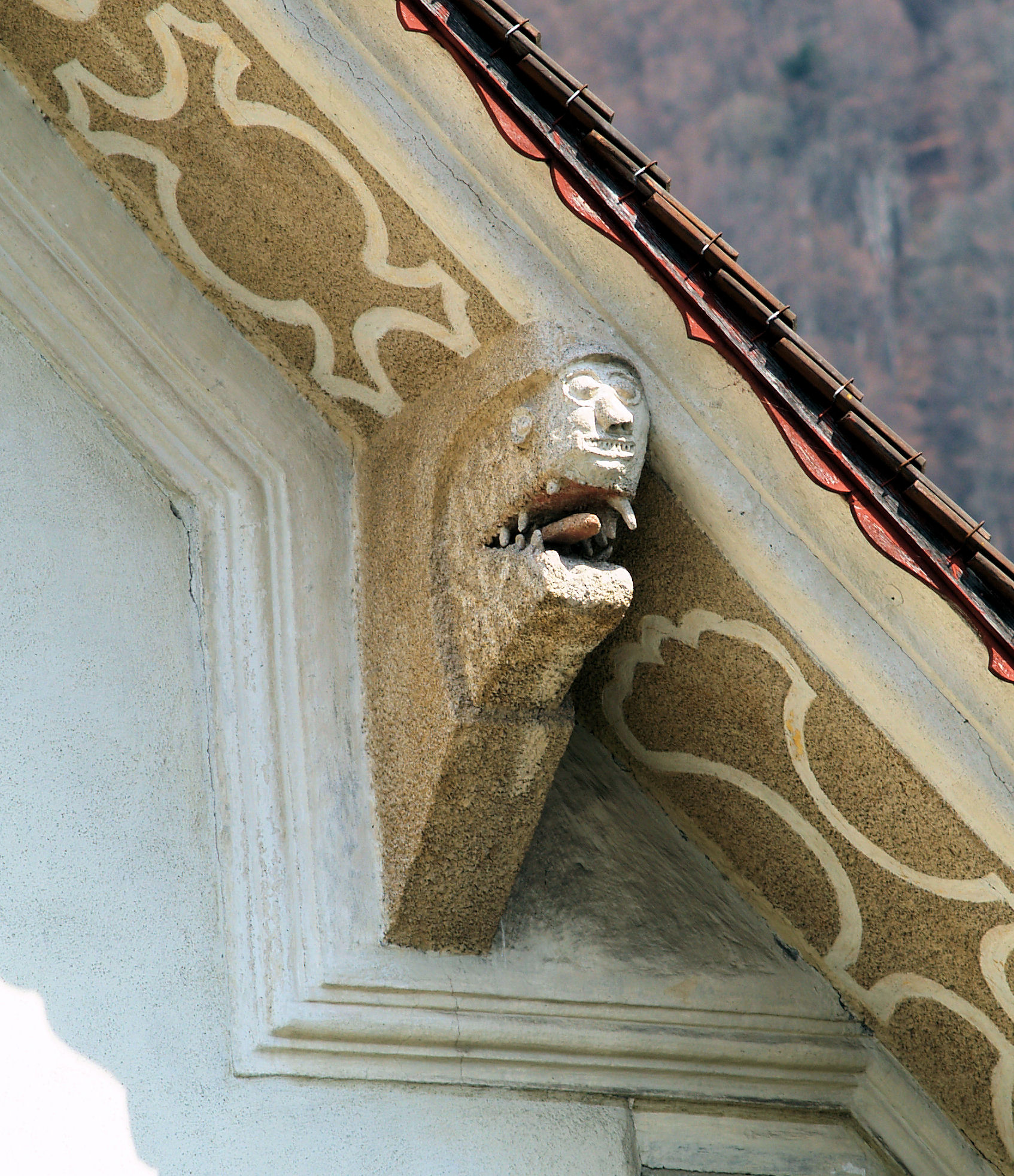
Eine der Mittelpfetten